# 장민희
장민희(張珉喜, 1999년 4월 5일~)는 대한민국의 양궁 선수이다. 2020년부터 대한민국 국가대표로활동하고 있으며, 2020년 하계 올림픽 국가대표로 발탁되었다. 2020년 하계 올림픽 양궁 여자 단체 부문에서 안산, 강채영 선수와 함께 우승하였다.

## 학력
- 인천갈월초등학교
- 부일중학교
- 인일여자고등학교
- 인천대학교

## 수상
- 2019년 제36회 회장기전국대학실업양궁대회 대학부 개인전 금메달, 단체전 금메달
- 2019년 제37회 대통령기전국남여양궁대회 대학부 개인전 은메달
- 2019년 유스세계양궁선수권대회 단체전 금메달
- 2019년 제100회 전국체육대회 대학부 단체전 동메달
- 2020년 제23회 한국대학연맹회장기대회 단체전 금메달